# Pferdchen (Werefkin)
Pferdchen ist der Titel eines Gemäldes, das die russische Künstlerin Marianne von Werefkin malte. Das Werk gehört zum Bestand einer Privatsammlung.

## Technik, Maße und Datierung
Bei der Darstellung handelt es sich um eine Temperamalerei auf Karton, 56 × 79 cm im Breitformat, die auf 1907 zu datieren ist. Es gibt zwei vorausgegangene Farbskizzen. Die eine befindet sich in einer Privatsammlung in der Schweiz, die zweite in der Fondazione Marianne Werefkin (FMW), in Ascona im Skizzenbuch Nr.: FMW 50-5-678-b26/3. Das Blatt ist von Werefkin beschriftet: „Murnau 1907“.

## Ikonografie
Auf dem Bild ist eine baumlose Pferdekoppel dargestellt. Auf ihr steht einsam und offensichtlich gelangweilt ein braunes Pferd. Die Weide befindet sich am Rand des Marktes von Murnau am Staffelsee. Die Koppel wird auf der rechten Seite des Bildes von einem Lattenzaun begrenzt. Dahinter stehen drei Bäume mit kugeligen Kronen. Sie gehören bereits zum Nachbargelände.
Etwa ein Dutzend Häuser sind auf dem Bild zu sehen. Die meisten sind weiß verputzt. Das Haus mit dem roten Ziegeldach hat eine königsblaue Wandfarbe, die des Hauses dahinter ist blasser und wirkt farblich etwa wie ein himmelsblau. Die meisten Häuser haben Satteldächer. Das Krüppelwalmdach findet man auf dem Bild nur vier Mal. Es ist bemerkenswert, dass keines der Häuser einen Stall für das Pferdchen aufweist.

## Von den Skizzen zum Gemälde

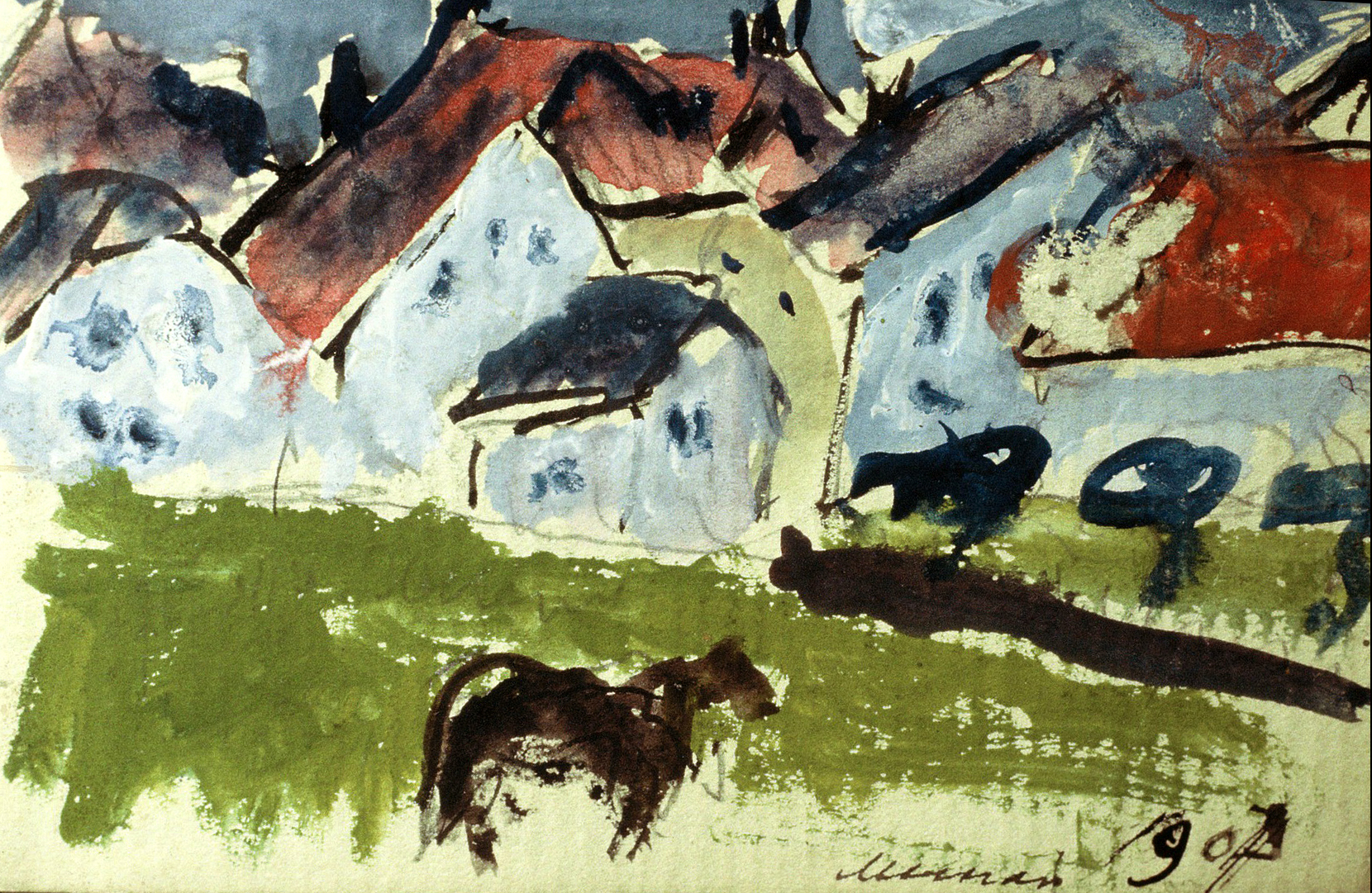
Vorskizze zum Gemälde Pferdchen aus dem Skizzenbuch der Marianne von Werefkin. Fondazione Marianne Werefkin, Ascona, beschriftet: „Murnau 1907“

Dem Gemälde sind zwei Skizzen vorausgegangen. Die Vorstudie in der Privatsammlung  ist unter der bildlichen Darstellung der Gouache russisch beschriftet. Ein braunes Pferdchen, ein Fuchs, steht auf der grünen Wiese an gleicher Stelle wie auf dem Bild. Das Blatt weist nur fünf Häuser auf. An der linken Seite haben zwei Häuser weißen Putz, an der rechten Seite stehen ebenso zwei Häuser, diese haben eine himmelblaue Farbe wie das einzelne Haus im Bild. Alle haben rote Dächer. Die Abgrenzung zwischen der Koppel und dem Nachbargelände ist durch einen ockerfarbenen Pinstelstrich markiert.
Die Vorstudie in der FMW in Ascona  ist von Werefkin bezeichnet und datiert. Ein schwarzes Pferdchen, ein Rappe, steht ebenfalls an gleicher Stelle wie im Bild. Das Blatt weist etwa zehn Häuser auf, über deren Farbgebung noch nicht endgültig entschieden wurde. Die Abgrenzung zwischen der Koppel und dem Nachbargelände ist in diesem Fall schwarz. Die Bäume dahinter sind flüchtig skizziert.